# Norsknoppemal
Norsknoppemal (Digitivalva reticulella) är en fjärilsart som först beskrevs av Jacob Hübner 1796.  Norsknoppemal ingår i släktet Digitivalva, och familjen Acrolepiidae. Enligt den finländska rödlistan är arten akut hotad i Finland. Arten är reproducerande i Sverige. Artens livsmiljö är torra gräsmarker.

## Bildgalleri

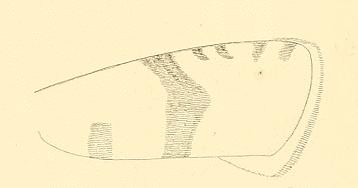
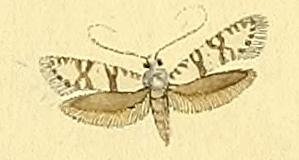